# Sint-Petruskerk (Leiden)

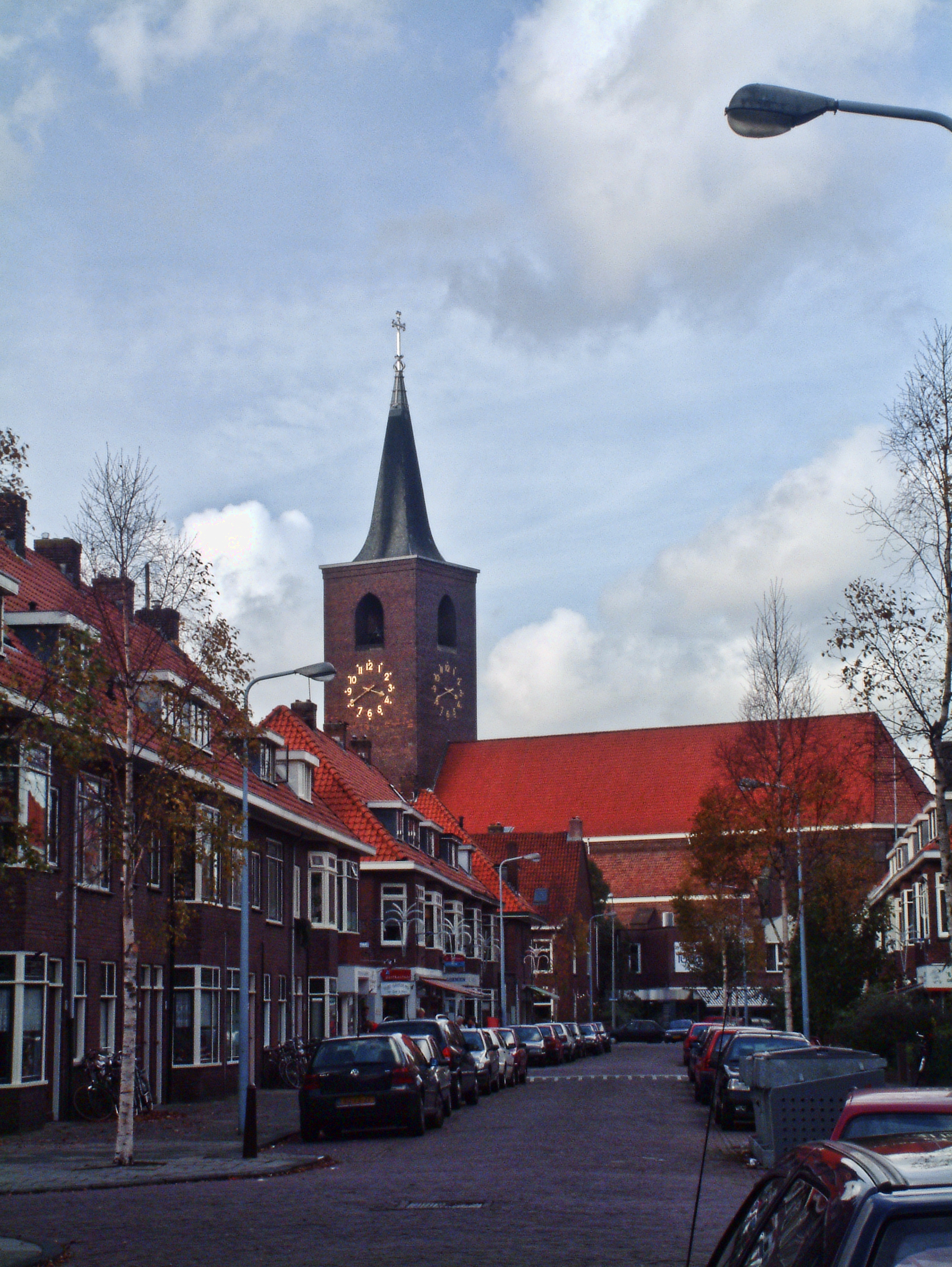
Zicht op Petruskerk vanuit de Professorenwijk, 2003

De Sint-Petruskerk, doorgaans kortweg Petruskerk genoemd, is een kerkgebouw uit 1936 aan de Lammenschansweg in de Nederlandse stad Leiden, gewijd aan de apostel Petrus en onderdeel van de rooms-katholieke HH. Petrus en Paulusparochie in Leiden en omgeving. Parochie en kerk vielen aanvankelijk onder het bisdom Haarlem en behoren sinds juli 1955 tot het bisdom Rotterdam. 

## Bouwhistorie
De kerk is de opvolger van de oorspronkelijke Sint-Petruskerk uit 1836 aan de Langebrug in de Leidse binnenstad, die op 25 juli 1933 was afgebrand. Uit het vuur geredde relikwieën uit deze kerk zijn ingemetseld in de tafel van het hoogaltaar van de nieuwe kerk. Men koos op initiatief van bisschop Aengenent een plek aan de Lammenschansweg (toen Kamerlingh Onneslaan), omdat die centraal lag in een grote stadsuitbreiding tussen de in aanbouw zijnde Burgemeesters- en Professorenwijk en de Tuinstadwijk. 
De bouw werd door het bisdom Haarlem opgedragen aan een projectontwikkelaar, Bouw- en Woningbureau H.P. Jansen te Leiden, die daarvoor de aannemersfirma Bik & Breedeveld inschakelde. Tot ongenoegen van het bisdom werd de afgesproken aanneemsom van 255.000 gulden overschreden, zodat de totale bouwsom uitkwam op 301.000 gulden. Dit komt overeen met een bedrag van 8.701.484 euro volgens het prijspeil van 2024.
Op 10 maart 1936 werd de nieuwe kerk ingewijd, nog geen jaar na de eerstesteenlegging op 23 april 1935. Op de locatie van de oude Petruskerk aan de Langebrug verrees een brandweerkazerne die tot 2014 in gebruik bleef. 

### Kerkgebouw
Het driebeukige kerkgebouw met 1400 zitplaatsen is een ontwerp van de architect A.J. Kropholler (1881-1973). Hij werkte samen met ir. H.A. van Oerle (1905-1994), die de bouwopdracht had verkregen en hem erbij had betrokken. Door de keuze voor een nog te ontwikkelen stadswijk konden zij hun opvattingen over de rol van een kerk als centraal onderdeel van een gemeenschap optimaal tot uiting brengen. Van Oerle beschreef de uitgangspunten bij de bouw van de kerk in de vakpers. Volgens hem waren al te vaak kerken neergezet zonder dat er goed was nagedacht over de locatie.
De Petruskerk is representatief voor Krophollers traditionalistische stijl, verwant aan de ideeën van de Delftse School. Net als bij zijn andere kerken zijn de gebruikte materialen in het zicht gelaten. De kerk en de huizen van het bijbehorende complex van eengezinswoningen zijn grotendeels gebouwd van rode baksteen, gemaakt door de steenfabriek Ouderzorg te Leiderdorp, met een beperkt gebruik van natuursteen. 
Omdat Kropholler en Van Oerle van mening waren dat een langgerekte zaalkerk niet verwelkomend zou zijn voor de kerkgangers, is het middenschip extra breed en relatief ondiep. Het koor is overwelfd terwijl de rest van de kerk wordt gedekt door een vlak, houten plafond. Boven het koor bevond zich een kleine dakruiter met windhaan, die in 1960 wegens bouwvalligheid en lekkages werd gesloopt. Aan de buitenkant heeft het schip een aantal forse steunberen, wat bijdraagt aan de massieve indruk die veel van Krophollers bouwwerken maken. 
In 1958 werd het gebouw door Van Oerle, die inmiddels zijn architectenbureau deelde met J.J. Schrama, aan de zuidzijde uitgebreid met een kapel voor Sint-Liduina. Daarmee was bij het oorspronkelijke ontwerp rekening gehouden, zodat de fundering al aanwezig was. De sacristie werd in 1968 ingericht als dagkapel.

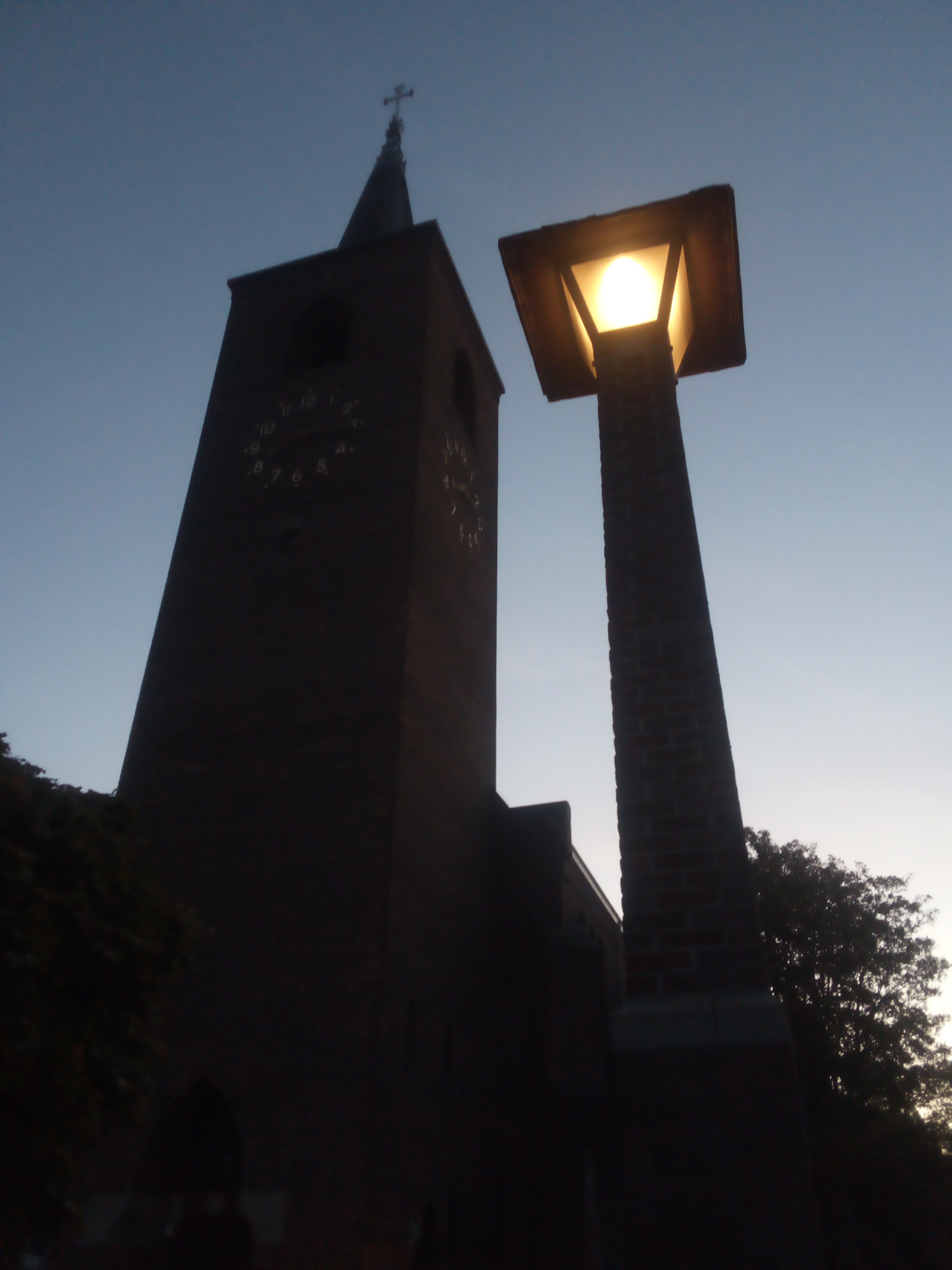
Kerktoren met straatlantaarn, 2022

### Toren
De 70 meter hoge, vierkante kerktoren is nummer 3 op de lijst van hoogste gebouwen van Leiden. Alle vier zijden hebben een galmgat en een wijzerplaat van het torenuurwerk.  De ingesnoerde torenspits is bedekt met leisteen. Op de top bevindt zich een tien meter hoog en vijf meter breed torenkruis, oorspronkelijk van smeedijzer en in 1998 vervangen door roestvast staal. 
De vijf luidklokken in de toren werden in februari 1943 door de Duitse bezetter weggehaald om te worden omgesmolten voor de oorlogsindustrie. In 1947 en 1948 werden vijf nieuwe klokken geleverd en geïnstalleerd door de firma Jongerius te Amersfoort. Ze zijn gemaakt door klokkengieterij Van Bergen te Heiligerlee en dragen de namen Petrus (⌀1308 mm), Bonifacius (⌀1105 mm), Theodorus (⌀1003 mm), Maria (⌀895 mm) en Johannes (⌀770 mm). De grootste klok Petrus met slagtoon D¹ is verbonden aan het torenuurwerk en slaat op alle volle en halve uren. 
Op de begane grond van het torengedeelte bevindt zich in een portaal de hoofdingang van de kerk, met in het spitsboogvormige timpaan boven de deuren een reliëf van cortenstaal. Het werd in 1996 vervaardigd door Irène Prinsen en verbeeldt de apostel Petrus, die van Jezus Christus de sleutels van de hemel ontvangt.

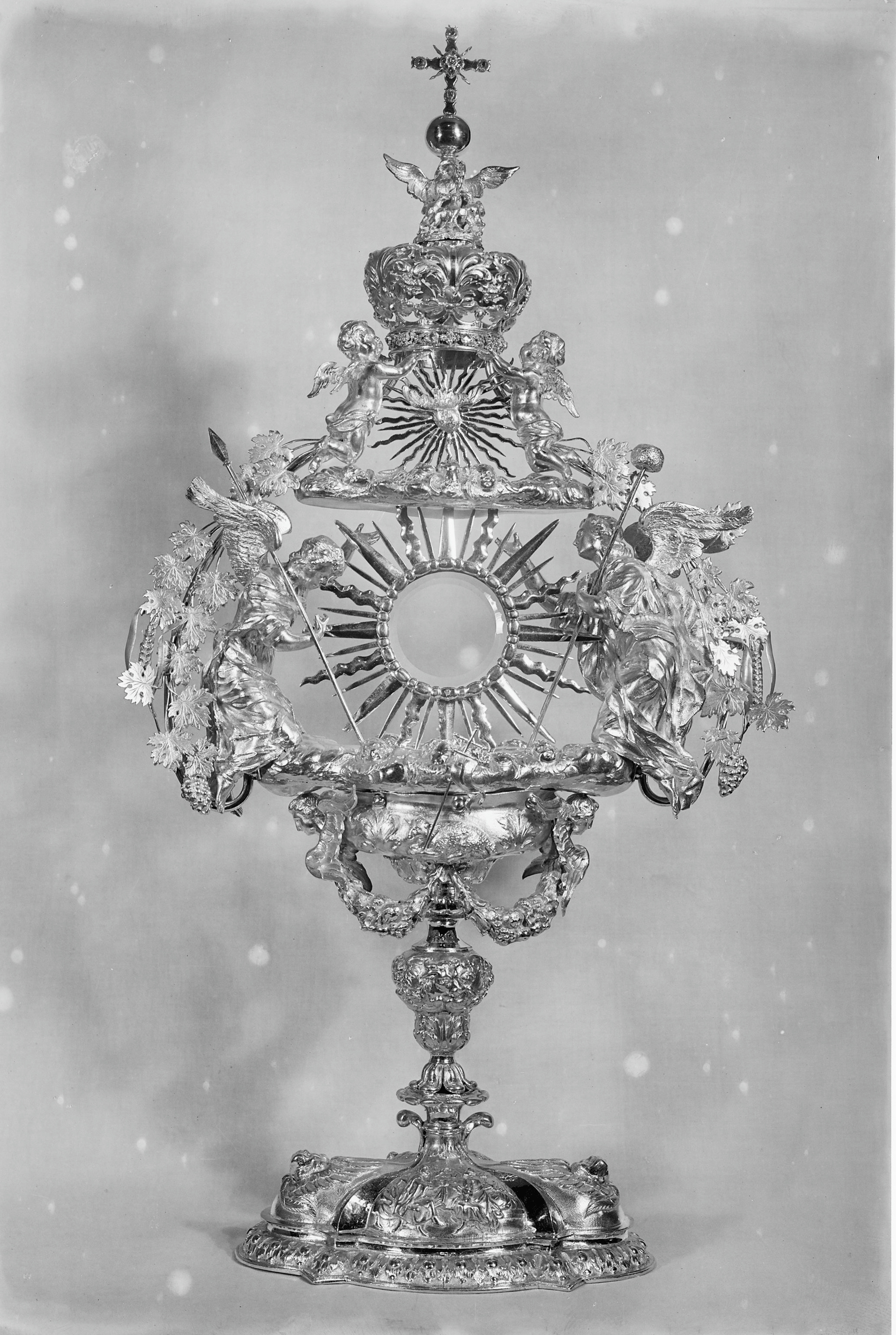
Monstrans (foto 1940)

### Interieur
In het verslag van de inwijding van de kerk in 1936 schreef een krant: "Het interieur van de kerk, dat plaats biedt aan ten hoogste 1400 personen, wordt beheerscht door vier, uit witte Noorsche graniet gehakte pilaren en door den weidschen zwaai van de groote bogen daartusschen".
In het interieur streefde Kropholler naar een overzichtelijke ruimte met voor iedereen een goed zicht op het altaar en een doordachte lichtinval. Van het kerkmeubilair ontwierp hij de kerkbanken, de kroonluchters en het tabernakel op het hoogaltaar, alles in harmonie met elkaar. De apsis heeft glas-in-loodramen met afbeeldingen van de apostelen Petrus en Paulus, in 1938 vervaardigd door Han Bijvoet. In datzelfde jaar werd een stenen beeld van paus Pius X geplaatst van de beeldhouwer Albert Termote.
In 1944 beschreef E.H. ter Kuile in detail de toenmalige inventaris van de kerk. Daartoe behoren ook relikwieën, kelken en monstransen, afkomstig uit de afgebrande oude Sint-Petruskerk. 
Naoorlogse wijzigingen aan het kerkinterieur, vaak samenhangend met ontwikkelingen in de katholieke liturgie na het Tweede Vaticaans Concilie (1962-1965), werden ontworpen door de Leidse architect Jules H.M. Kirch. Het altaar kreeg een lagere en meer centrale plek en de priester hoefde tijdens de mis niet meer met zijn rug naar de gelovigen te staan. De communiebank, die uit veel kerken verdween, is in de Petruskerk behouden gebleven. In de jaren zestig werden de sobere kruiswegstaties van Krophollers vriend Jan Toorop vervangen door veelkleurige kruiswegschilderingen van Pieter Geraedts.
In 2012 werd achterin de kerk een kleine plaquette onthuld voor Elvire Sanders-Platz, een katholieke Joodse vrouw uit de parochie, die in augustus 1942 werd gedeporteerd en de dood vond in Auschwitz.

### Kerkorgel
Het orgel van de Petruskerk is in 1936 gebouwd door de Alkmaarder firma B. Pels & Zn (opusnummer 108) en staat op een ruime balustrade. Het heeft twee manualen, een vrij pedaal en 22 (aanvankelijk 15) registers. Op initiatief van het Comité Voltooiing Petrusorgel werd dit kerkorgel in 1981-1982 na inzamelingsacties van parochianen gerestaureerd en uitgebreid door dezelfde orgelbouwers, inmiddels Pels & Van Leeuwen te Waardenburg, onder adviseurschap van Bernard Bartelink. Voor de uitbreiding van de dispositie met zeven stemmen werd pijpwerk gebruikt van het Pels-orgel (opus 104) uit 1935 dat in de kapel van het St. Joannes de Deo-Westeinde Ziekenhuis in Den Haag heeft gestaan.

### Straatlantaarns
Voor de twee bakstenen straatlantaarns met granieten zitbanken, aan de Lammenschansweg voor de ingang van de kerk, gebruikte Kropholler zijn ontwerp voor de in 1932 onthulde Burgemeester Wendelaarlantaarn in Alkmaar. Ook voor het gemeentehuis van Waalwijk (inmiddels Huis van Waalwijk met een andere functie) staat sinds 1936 een identieke straatlantaarn van Kropholler.

## Kropholler-driehoek
De Petruskerk staat in de Professorenwijk-West ten zuiden van de Leidse binnenstad en wordt omzoomd door een driehoekig complex van herenhuizen, die in dezelfde periode gebouwd zijn aan de Lorentzkade (tegenover het water van de Stadsmolensloot), de Zeemanlaan en de Kamerlingh Onneslaan, zoals de oostzijde van de Lammenschansweg tot 1961 heette. Dit complex werd eveneens ontworpen door Kropholler en Van Oerle, in overeenstemming met hun opvatting dat een kerk het centrum van een gemeenschap behoorde te zijn. Er woonden dan ook tientallen jaren lang relatief veel katholieke gezinnen in deze "Kropholler-driehoek".
Net als de kerkgevel zijn de huisgevels opgebouwd uit rode Ouderzorg-baksteen. De woningen worden gekenmerkt door een erker met een groen koperen schilddak op de begane grond, een zware eikenhouten voordeur, een overstekende goot, twee bouwlagen en een kapverdieping met hoog zadeldak. Aan de Zeemanlaan is een deel van de huizen in beneden- en bovenwoningen verdeeld. De hoekwoningen hebben een afwijkende indeling en extra uitbouwen. In een ervan vestigde Van Oerle zijn eerste kantoor-woonhuis, van waaruit hij zijn lokale architectenpraktijk opbouwde.
Naast de kerk zijn alle onderdelen van dit ensemble in 2000 aangewezen als rijksmonument. Ze vallen sinds 2011 binnen het beschermd stadsgezicht Zuidelijke Schil. Dit geldt ook voor de groot uitgevallen pastorie aan de Lorentzkade, die tevens dienstdoet als parochiegebouw. De woonvertrekken voor de pastoor werden in de vroege jaren negentig verbouwd tot vier appartementen plus een logeerruimte voor een bezoekende zielzorger.
In het bouwplan was een afzonderlijk parochiegebouw opgenomen, dat niet is gerealiseerd. Het daarvoor beoogde perceel tussen kerk en Zeemanlaan werd pas bebouwd in 1970, toen een rij van vier winkelpanden werd opgetrokken waarvan het ontwerp de eenheid in stijl van Krophollers kerk en huizenrij onderbreekt. Toen de gemeente in 1986 vergunning wilde verlenen voor het bouwen van een extra verdieping boven de winkelruimtes, verzetten omwonenden zich vergeefs. Zij vreesden dat de uitbreiding afbreuk zou doen aan de architectonische en historische waarde van de panden in de omgeving: "Vooral de ring huizen rond de Petruskerk zou erdoor worden ontsierd".

## Afbeeldingen

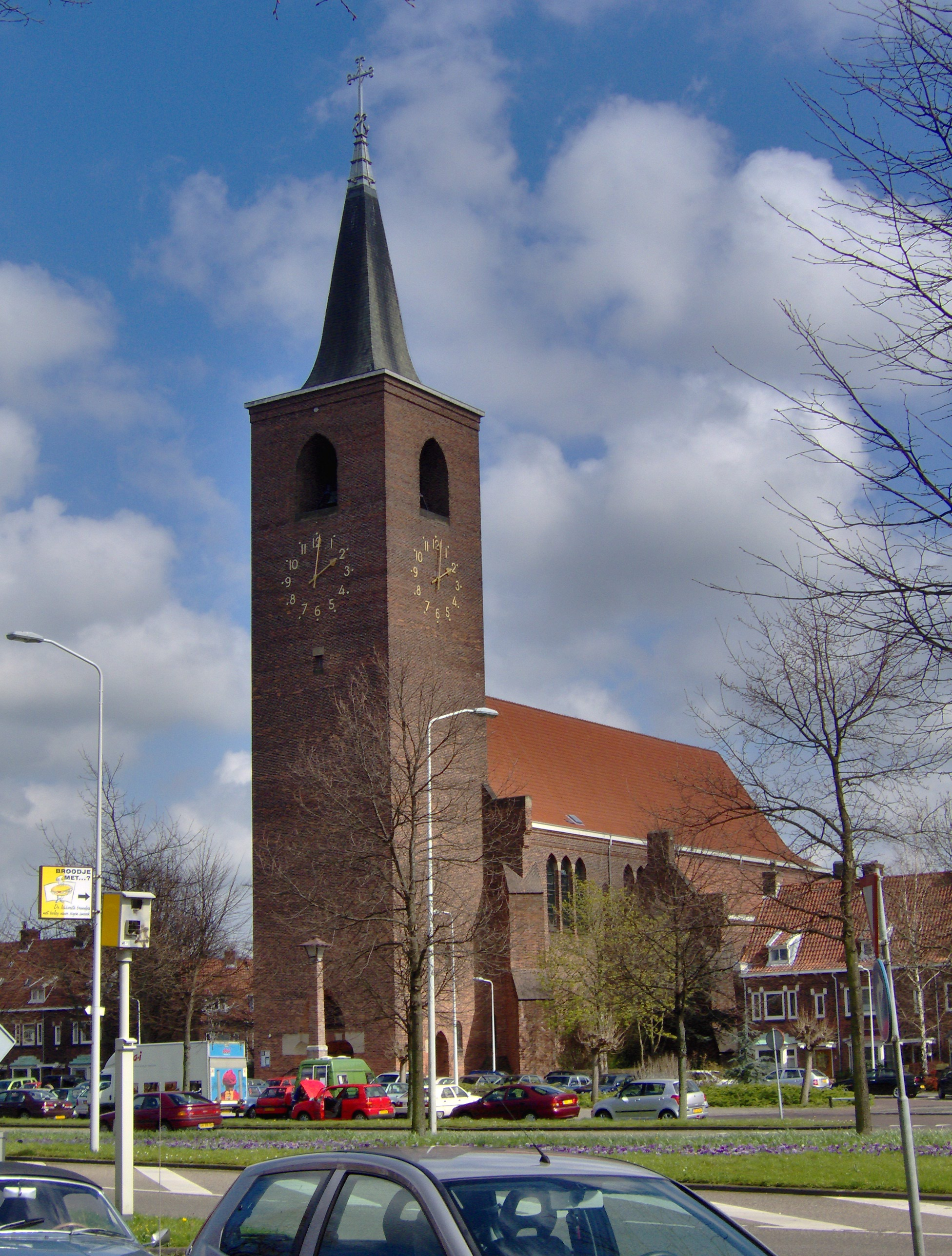
Petruskerk, 2008
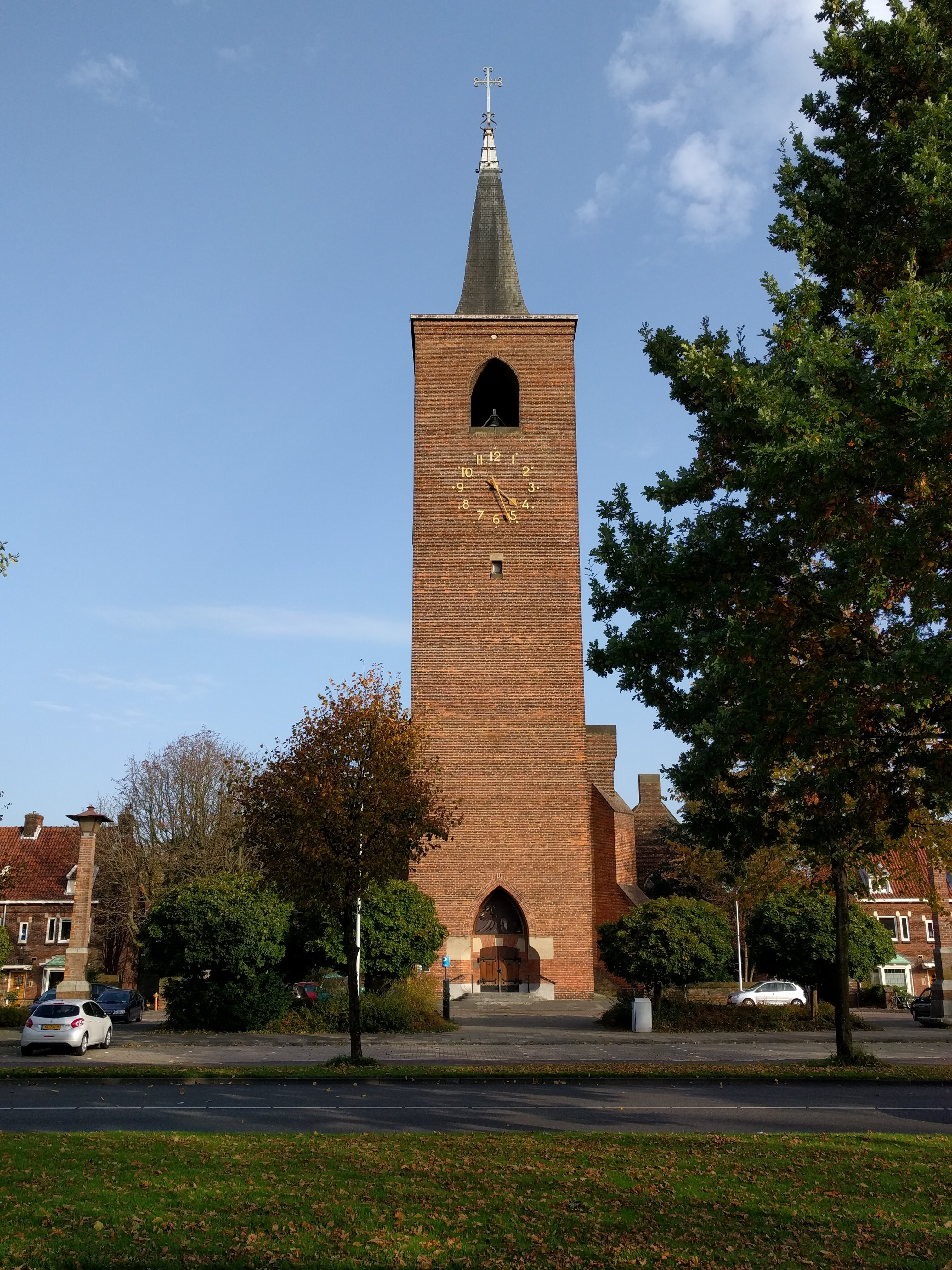
Kerktoren, 2017
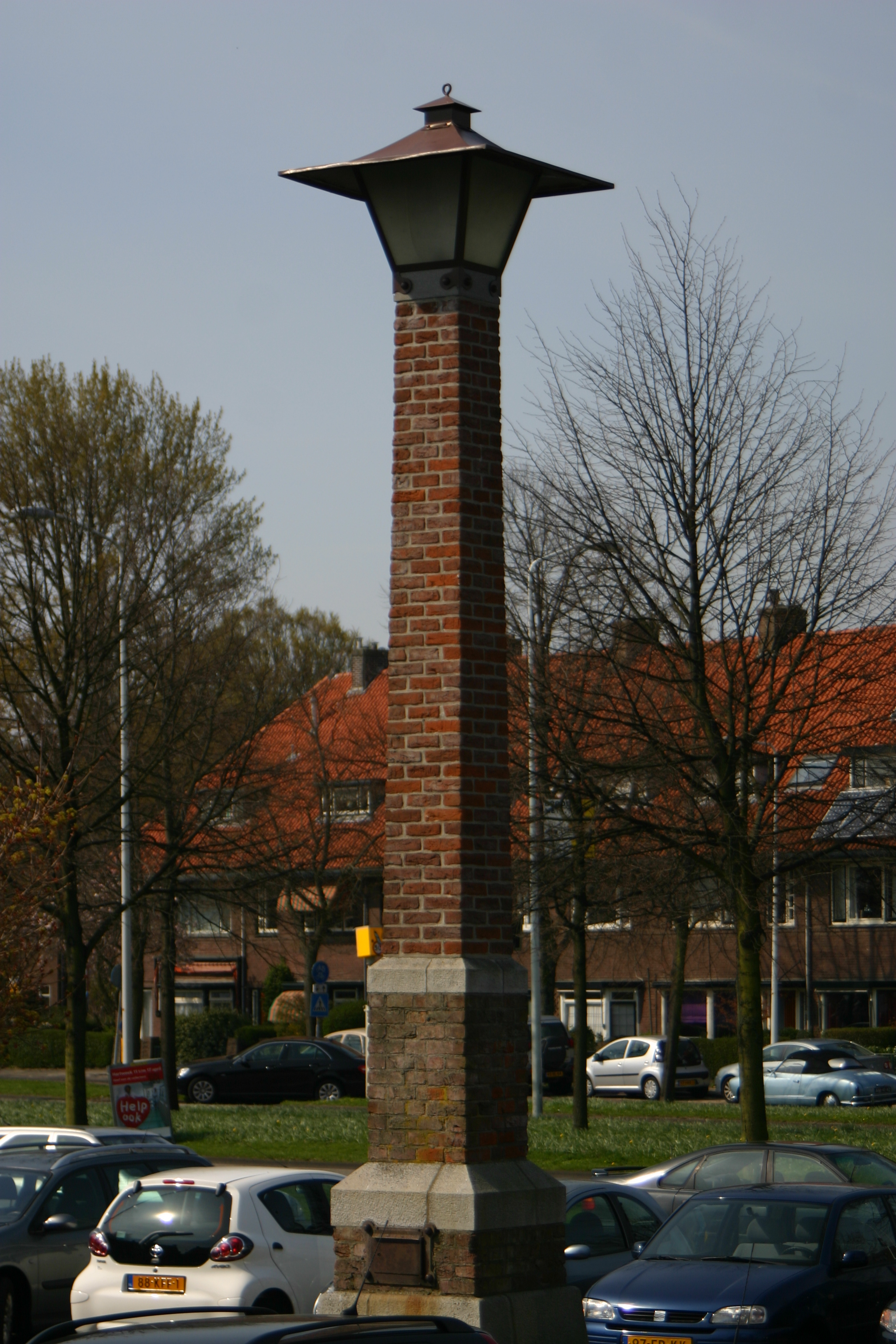
Straatlantaarn voor de ingang, 2010
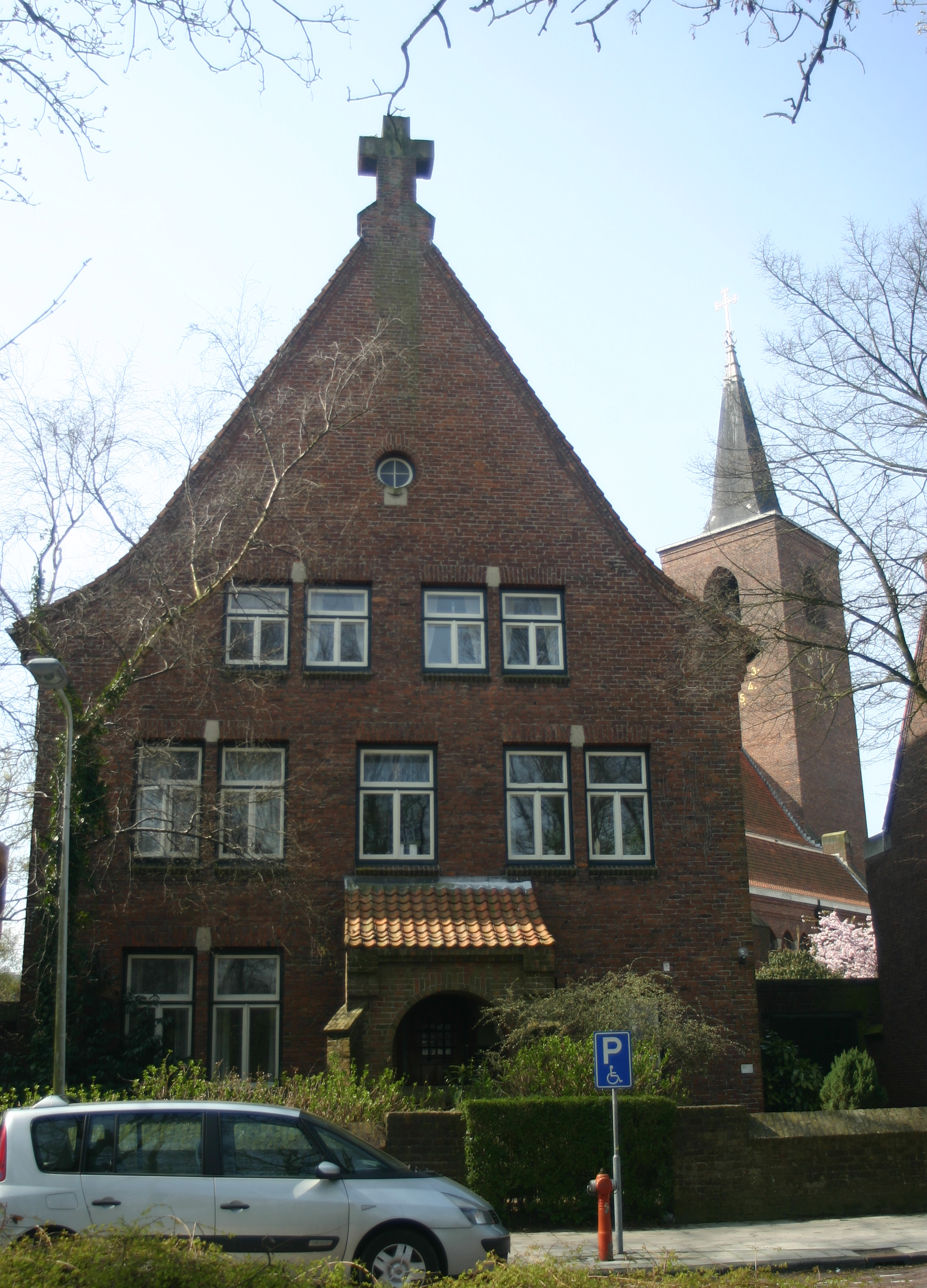
Pastorie Petruskerk, 2010
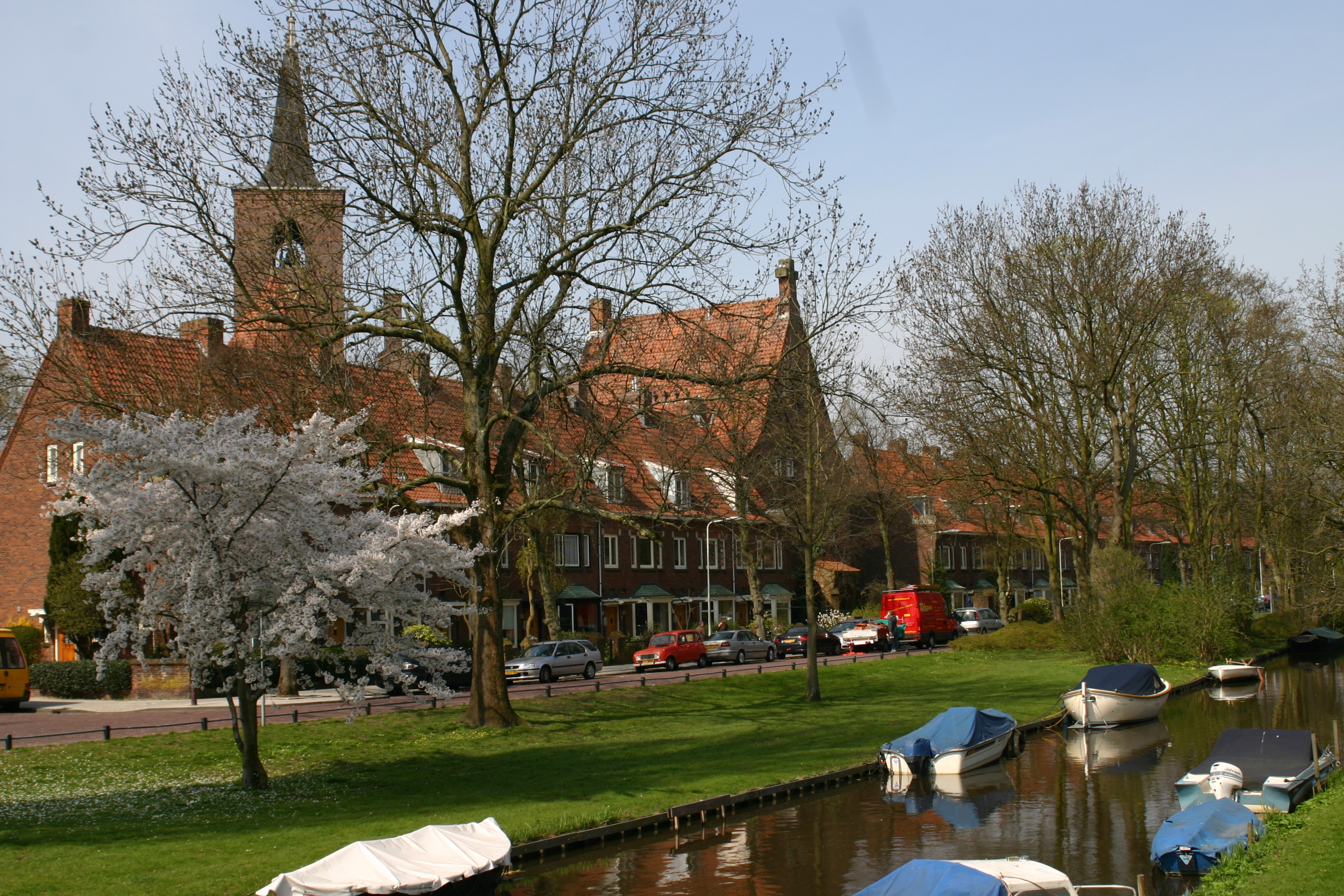
Deel van Krophollers huizenrij aan de Lorentzkade, met de kerktoren en de pastorie, 2010